# Andelsägarmetoden
Andelsägarmetoden är en upplåtelseform för bostäder där boende i en hyresfastighet köper en andel i fastigheten de bor i. Andelsägaren blir då en delägare i fastigheten och får genom avtal dispositionsrätt till en lägenheten (andelsägarlägenhet). Den ursprunglige fastighetsägaren är kvar som huvudägare och långsiktig förvaltare. 
Ett samägandeavtal reglerar hur fastigheten ska fungera mellan delägarna. Andelsägaren betala varje månad en förvaltningskostnad för yttre underhåll och drift till fastighetsbolaget och andelsägaren får liksom i en bostadsrätt ansvar för inre underhåll själv.
Det första bolaget i Sverige som sålde andelsägarlägenheter var Botkyrkabyggen.  Metoden har kritiserats för oklarheter bland annat som en följd av att det saknas särskild lagstiftning vilket gör utformningen av samägaravtalet mycket viktig.